# Ceraclea dingwuschanella
Ceraclea dingwuschanella är en nattsländeart som först beskrevs av Georg Ulmer 1932.  Ceraclea dingwuschanella ingår i släktet Ceraclea och familjen långhornssländor. Inga underarter finns listade i Catalogue of Life.